# Districte d'Hamirpur (Himachal Pradesh)
El districte d'Hamirpur (hindi: हमीरपुर) és una divisió administrativa de l'estat d'Himachal Pradesh a l'Índia. La capital és la ciutat d'Hamirpur. La seva superfície és de 1.118 km² i la població (2001) de 412.009 habitants. Administrativament està dividit en:
- 4 subdivisions (Hamirpur, Nadaun, Barsar, Bhoranj)
- 5 tehsils (Hamirpur, Nadaun, Barsar, Sujanpur, Bhoranj)
- 2 subtehsils (Bijhari, Galore)
- 6 blocs de desenvolupament (Hamirpur, Nadaun, Bhoranj, Bijhari, Sujanpur, Taunidevi)
- 19 Cercles Kanungo
- 198 Cercles Patwar
- 229 panchayats
- 1694 pobles

## Geografia
Correspon a la regió del Himalaia inferior, amb elevacions entre 400 o 1100 metres; les principals serralades són Jakh Dhar (continuació del Kali Dhar), Sola Singhi Dhar i Chabutra (més endavant anomenats Changar) també conegut com a muntanyes Chintpurni o Jaswan Dhar.
Els rius són afluents del Beas o Satluj, destacant el Bakar Khad, Kunha Khad i Man Khad. També cal esmentar al Sukar Khad i Mundkhar Khad que desaiguen en el Seer Khad, que posteriorment desaigua al Beas.

## Història
En el període del mahabharata fou part de l'antic imperi de Jallandhar-Trigarta. Més tard va caure en mans dels guptes i després de l'any 1000 va passar a mans de Mahmud de Gazni. Va ser domini gaznèvida, gúrida, del sultanat de Delhi, Tamerlà i al segle XV el domini efectiu l'exercien diversos ranes (senyors feudal) entre els quals destaquen els de Mewa, els de Mehalta, i els de Dhatwal, sovint en guerra entre ells.
Els katochs els van imposar l'orde i van governar la regió entre els rius Ravi i Satluj (Beas) especialment amb Hamir Chand, raja katoch que va governar entre 1700 i 1740. Fou aquest sobirà el que va construir el fort d'Hamirpur (que va originar la moderna ciutat d'Hamirpur) no gaire lluny de la població de Kangra.
Sota Raja Sansar Chand II (1775-1823) la capital katoch es va establir a Sujanpur Tira on es van construir palaus i temples; el sobirà pretenia restaurar el mític imperi de Jallandhar-Trigarta dels sobirans del qual es considerava successor, però dos intents van fracassar. L'ascens de Ranjit Singh fou fatal per les seves ambicions; però va dirigir la seva atenció cap als caps muntanyesos locals i va atacar l'estat de Mandi, al raja del qual Ishwari va tenir presoner 12 anys a Nadaun; va imposar tribut al raja de Suket i va conquerir part de l'estat de Bilaspur (la part a la dreta del Satluj o Beas). Els sobirans muntanyesos, a alarmats, es van unir i van cridar en ajut als gurkhes de Nepal. L'exèrcit dels prínceps muntanyencs i dels gurkhes es va enfrontar al de Sansar Chand a Mahal Morian prop d'Hamirpur i el sobirà katoch fou derrotat i es va haver de retirar cap a l'esquerra del Beas; per consell del seu general Ghulam Mohammed, el raja Sansar Chand va intentar reforçar el seu exèrcit amb rohilles afganesos però això fou una mesura desencertada, ja que mentre es produïa el relleu, les forces dels prínceps muntanyencs el van atacar altre cop a Mahal Morian i van obtenir una segona gran victòria (1806). Sansar Chand va fugir amb la seva família cap a la fortalesa de Kangra que fou assetjada pels gurkhes i van saquejar tota la regió. Ishwari de Mandi fou alliberat pels gurkhes. El setge de Kangra va durar tres anys i finalment el sobirà sikh Ranjit Singh, cridat en ajut per Sansar Chand, va acudir i va derrotar els assetjants el 1809. Sansar Chand va haver de pagar un gran preu per aquesta ajuda: va haver de cedir Kangra i 66 pobles als sikhs (que van conservar aquestes possessions fins a la conquesta pels britànics el 1846). Sansar Chand va morir el 1823 i el va succeir el seu net Pramodh Chand, que va estar al costat dels sikhs contra els britànics.
Els britànics van crear el districte de Kangra en el que Hamirpur, Kullu i Lahaul-Sipiti foren incloses. Nadaun fou erigida en tahsil en el que Hamirpur va quedar integrada (1846) però el 1868 la capital del tehsil va passar a Hamirpur. El 1888 es va crear el tehsil de Palapur amb parts dels tehsils de Kangra i d'Hamirpur. Fou sempre part de la província del Panjab, dividit el 1947 entre l'Índia i Pakistan, quedant a la part Índia. L'1 de novembre de 1966 es va crear l'estat d'Himachal Pradesh i l'1 de setembre de 1972 Harmipur es va erigir en districte separat (de Kangra) amb els tehsils d'Hamirpur i Barsar; el 1980 es van crear tres nous tehsils (Tira Sujanpur, Nadaun i Bhoranj) i posteriorment es van afegir dos subtehsils, Dhatwal Bijhari i Galore. A efectes fiscal es van crear tres entitats de recaptació (Hamirpur, Barsar i Nadaun) la primera formada pels tehsils d'Hamirpur, Bhoranj i Sujanpur, la segona pel tehsil de Barsar i el subtehsils Dhatwal Bijhari i Galore, i la tercera formada només pel tehsil de Nadaun. També es van crear sis blocs de desenvolupament (Hamirpur, Bijhari, Bhoranj, Nadaun, Sujanpur i Bamsan).